# John McRay
John Robert McRay (17 de diciembre de 1931 - 24 de agosto de 2018) fue arqueólogo y profesor emérito del Nuevo Testamento en Wheaton College. Supervisó equipos de excavación en Tierra Santa, Cesarea, Séforis y Herodión. También fue un experto en idiomas, culturas, geografía e historia de Israel y Palestina.

## Obras notables
- Alfred J. Hoerth; John McRay (2019). The Bible Archaeology: An Exploration of the History and Culture of Early Civilizations. Lion Hudson Plc. ISBN 9780857216977.
- John McRay (2008). Archaeology and the New Testament. Baker Academic. ISBN 9780801036088.
- John McRay (2003). Paul: His Life and Teaching. Baker Academic. ISBN 9780801024030.